# 오픈박스
오픈박스(Openbox)는 X 윈도 시스템을 위한 자유 창 관리자이다. GNU 일반 공중 사용 허가서를 통해 배포된다.
원래 블랙박스 0.650 (C++ 프로젝트)로부터 가져온 오픈박스는 지금 완전히 C 프로그래밍 언어로 다시 작성되었으며 버전 3.0부터는 블랙박스의 어떠한 코드도 기반을 두지 않고 있다.

## 같이 보기
- 블랙박스
- 플럭스박스